# Czworaki (Bełżyce)
Czworaki – część miasta Bełżyce w Polsce położona w województwie lubelskim, w powiecie lubelskim, w gminie Bełżyce.
W latach 1975–1998 miejscowość należała administracyjnie do województwa lubelskiego.
Wierni kościoła rzymskokatolickiego należą do parafii pw. Nawrócenia Św. Pawła Apostoła w Bełżycach.

## W pobliżu
- Dawny Zamek Bełżycki (ob. mleczarnia)
- Stadion klubu Unia Bełżyce